# Carludovica rotundifolia
Carludovica rotundifolia là một loài thực vật có hoa trong họ Cyclanthaceae. Loài này được H.Wendl. ex Hook.f. miêu tả khoa học đầu tiên năm 1889.